# Список фільмів з гігантськими монстрами
Цей список містить більшість фільмів і серіалів, в яких присутні гігантські монстри, відомі в Японії як кайдзю, а також інші фільми, яких зазвичай до цього жанру не відносять, але в них також присутні гігантські монстри.

## Огляд
Одним із перших фільмів про велетенських монстрів був вже класичний Кінг-Конг 1933 року, оскільки розвиток кінематографії та анімації уможливив створення на той час реалістичних гігантських істот. Після показу фільму на широкі екран він сильно вплинув на подальший розвиток фільмів де з'являються гігантські створіння, в тому числі багато таких були зняті саме в Японії. Двома з найперших із них були саме Прибуття великого Будди 1934 року та Кінг-Конг, що з'явився в Едо 1938 року, й обидва нажаль вважаються наразі втраченими фільмами.

## Фільми
| Назва                                             | Рік      | Монстри у фільмі | Примітки                   |  |
| ------------------------------------------------- | -------- | --- | -------------------------- |  |
| Загублений світ                                   | 1925     | Численні динозаври |                            |  |
| Кінг Конг                                         | 1933     | Кінг Конг, численні динозаври |                            |  |
| Син Конга                                         | 1933     | Кіко, численні динозаври |                            |  |
| Чудовисько з глибини 20 000 сажнів                | 1953     | Редозавр |                            |  |
| Вони!                                             | 1954     | Гігантські мурахи |                            |  |
| Ґодзілла                                          | 1954     | Ґодзілла |                            |  |
| Це прийшло з моря                                 | 1955     | Гігантський восьминіг |                            |  |
| Ґодзілла знову нападає                            | 1955     | Ґодзілла, Ангірус |                            |  |
| Тарантул                                          | 1955     | Кайдзю |                            |  |
| Подорож до початку часів                          | 1955     | Динозавр |                            |  |
| Родан                                             | 1956     | Родан |                            |  |
| Гігантський кіготь                                | 1957     | Карканья |                            |  |
| Містеріани                                        | 1957     | Могера |                            |  |
| Великий монстр Варан                              | 1958     | Варан |                            |  |
| Гігантський Бегемот                               | 1959     | Палеозавр |                            |  |
| Динозавр!                                         | 1960     | Динозаври |                            |  |
| Ґорґо                                             | 1961     | Ґорґо |                            |  |
| Мотра                                             | 1961     | Мотра |                            |  |
| Горас                                             | 1962     | Магума |                            |  |
| Кінг Конг проти Ґодзілли                          | 1962     | Ґодзілла, Кінг Конг, Оодако |                            |  |
| Атрагон                                           | 1963     | Манда |                            |  |
| Мотра проти Ґодзілли                              | 1964     | Ґодзілла, Мотра |                            |  |
| Гідора, триголовий монстр                         | 1964     | Ґодзілла, Родан, Мотра, Кінг Гідора                                                                                               |                            |  |
| Догора                                            | 1964     | Догора |                            |  |
| Гамера                                            | 1965     | Гамера |                            |  |
| Ґодзілла проти Монстра Зеро                       | 1965     | Ґодзілла, Родан, Кінг Гідора |                            |  |
| Франкенштейн проти Барагона                       | 1965     | Франкенштейн, Барагон |                            |  |
| Гамера проти Баругона                             | 1966     | Гамера, Баругон |                            |  |
| Ґодзілла проти морського монстра                  | 1966     | Ґодзілла, Мотра, Ебіра, Оокондору                                                                                                 |                            |  |
| Чудовиська Франкенштейна: Санда проти Гайри       | 1966     | Гайра, Санда, Оодако |                            |  |
| Втеча Кінг-Конга                                  | 1967     | Кінг Конг, Горозавр, Механі-Конг                                                                                                  |                            |  |
| Гамера проти Гяоса                                | 1967     | Гамера, Гяос |                            |  |
| Ґаппа, колосальний звір                           | 1967     | Ґаппа |                            |  |
| Син Ґодзілли                                      | 1967     | Ґодзілла, Камакурас, Мінілла, Кумонга                                                                                             |                            |  |
| Гамера проти Віраса                               | 1968     | Гамера, Вірас |                            |  |
| Знищити всіх монстрів                             | 1968     | Ґодзілла, Родан, Мотра, Горозавр, Варан, Барагон, Манда, Кумонга, Кінг Гідора, Камакурас                                          |                            |  |
| Атака всіх монстрів                               | 1969     | Ґодзілла, Мінілла, Габара, Камакурас, Ебіра, Кумонга, Оокондору                                                                   |                            |  |
| Гамера проти Гірона                               | 1969     | Гамера, Гірон, Космічний Гяос |                            |  |
| Гамера проти Джайгера                             | 1970     | Гамера, Джайгер |                            |  |
| Космічна Амеба                                    | 1970     | Гезора, Ганімес, Камоебас |                            |  |
| Гамера проти Зігри                                | 1971     | Гамера, Зігра |                            |  |
| Ґодзілла проти Хедори                             | 1971     | Ґодзілла, Хедора |                            |  |
| Ґодзілла проти Ґайґана                            | 1972     | Ґодзілла, Ангірус, Ґайґан, Кінг Гідора                                                                                            |                            |  |
| Дайгоро проти Голіафа                             | 1972     | Дайгоро, Мати Дайгоро, Голіаф |                            |  |
| Ґодзілла проти Мегалона                           | 1973     | Ґодзілла, Джет Ягуар, Мегалон, Ґайґан                                                                                             |                            |  |
| Ґодзілла проти МехаҐодзілли                       | 1974     | Ґодзілла, Ангірус, Мехаґодзілла/Підробна Ґодзілла, Кінг Сізар                                                                     |                            |  |
| Терор Мехаґодзілли                                | 1975     | Ґодзілла, Мехаґодзілла, Титанозавр                                                                                                |                            |  |
| Кінг Конг                                         | 1976     | Кінг Конг, Гігантська змія |                            |  |
| Квін Конг                                         | 1976     | Численні кайдзю |                            |  |
| Гамера: Супер Монстр                              | 1980     | Гамера, Баругон, Гяос, Вірас, Гірон, Джайгер                                                                                      |                            |  |
| Q: Крилата змія                                   | 1982     | Кетцалькоатль |                            |  |
| Ґодзілла                                          | 1984     | Ґодзілла |                            |  |
| Кінг Конг живий                                   | 1986     | Кінг Конг, Леді Конг, Бейбі Конг                                                                                                  |                            |  |
| Ґодзілла проти Біолланте                          | 1989     | Ґодзілла, Біолланте |                            |  |
| Ґодзілла проти Кінг Гідори                        | 1991     | Ґодзілла, Кінг Гідора/Меха Кінг Гідора                                                                                            |                            |  |
| Ґодзілла проти Мотри                              | 1992     | Ґодзілла, Мотра, Баттра |                            |  |
| Ґодзілла проти Мехаґодзілли II                    | 1993     | Ґодзілла, Мехаґодзілла/Супермехаґодзілла, Родан, Ґодзілла молодший, Ґаруда                                                        |                            |  |
| Парк Юрського періоду                             | 1993     | Численні динозаври |                            |  |
| Ґодзілла проти Спейсґодзілли                      | 1994     | Ґодзілла, Спейсґодзілла, Ґодзілла молодший, МОГЕРА                                                                                |                            |  |
| Орочі, восьмиголовий дракон                       | 1994     | Ямата-но Орочі, інші міфологічні істоти                                                                                           |                            |  |
| Ґамера: Захисник Всесвіту                         | 1995     | Гамера, Гяоси |                            |  |
| Ґодзілла проти Руйнівника                         | 1995     | Палаючий Ґодзілла, Руйнівник, Ґодзілла молодший                                                                                   |                            |  |
| Гамера 2: Напад Космічного Легіону                | 1996     | Гамера, Космічний Легіон |                            |  |
| Відродження Мотри                                 | 1996     | Мотра, Мотра Лео, Десгідора |                            |  |
| Відродження Мотри II                              | 1997     | Мотра Лео, Дагара |                            |  |
| Парк Юрського періоду 2: Загублений світ          | 1997     | Численні динозаври |                            |  |
| Відродження Мотри III                             | 1998     | Мотра Лео, Кінг Гідора, численні динозаври                                                                                        |                            |  |
| Ґодзілла                                          | 1998     | Ґодзілла/Зілла |                            |  |
| Могутній Конг                                     | 1998     | Кінг Конг, численні динозаври | Анімаційний фільм          |  |
| Гамера 3: Помста Іріс                             | 1999     | Гамера, інші кайдзю |                            |  |
| Ґодзілла 2000: Міленіум                           | 1999     | Ґодзілла, Орга, Міленіан |                            |  |
| Ґодзілла проти Мегагіруса                         | 2000     | Ґодзілла, Мегагірус |                            |  |
| Ґодзілла, Мотра, Кінг Гідора: Атака всіх монстрів | 2001     | Ґодзілла, Мотра, Кінг Гідора, Барагон                                                                                             |                            |  |
| Парк Юрського періоду III                         | 2001     | Численні динозаври |                            |  |
| Ґодзілла проти Мехаґодзілли                       | 2002     | Ґодзілла, Кір'ю |                            |  |
| Ґодзілла: Токіо S.O.S                             | 2003     | Ґодзілла, Кір'ю, Мотра |                            |  |
| Ґодзілла: Фінальні війни                          | 2004     | Ґодзілла, Ангірус, Мотра, Родан, Зілла, Ґайґан, Кінг Сізар, Мінілла, Кумонга, Камакурас, Ебіра, Хедора, Монстер Ікс/Кайзер Гідора |                            |  |
| Динокрок                                          | 2004     | Динокрок |                            |  |
| Кінг Конг                                         | 2005     | Кінг Конг, численні динозаври |                            |  |
| Конг: Король Атлантиди                            | 2005     | Кінг Конг, інші кайдзю | Анімаційний фільм          |  |
| Глибоководний монстр Рейго проти лінкора Ямато    | 2005     | Рейго |                            |  |
| Гамера: Маленькі герої                            | 2006     | Гамера та інші кайдзю |                            |  |
| Конг: Повернення до джунглів                      | 2006     | Кінг Конг та інші кайдзю | Анімаційний фільм          |  |
| Війна динозаврів                                  | 2007     | Імугі |                            |  |
| Імла                                              | 2007     | Бегемот |                            |  |
| Полювання на динозаврів                           | 2007     | Супергатор |                            |  |
| Монстро                                           | 2008     | Кловер |                            |  |
| Глибоководний монстр Райга                        | 2009     | Райга, Гігантська риба-кістка |                            |  |
| Гехара: Темний і довговолосий монстр              | 2009     | Гехара |                            |  |
| Два мільйони років по тому                        | 2009     | Мега Акула, Гігантський восьминіг                                                                                                 |                            |  |
| Динокрок проти Супергатора                        | 2010     | Динокрок, Супергатор |                            |  |
| Акулозавр                                         | 2010     | Акулозавр |                            |  |
| Мега Акула проти Крокозавра                       | 2010     | Мега Акула, Крокозавр |                            |  |
| Мобі Дік                                          | 2010     | Мобі Дік |                            |  |
| Мега Піранья                                      | 2010     | Мега Піранья |                            |  |
| Повернення титанів                                | 2011     | Мега Пітон, Гатороїд |                            |  |
| Тихоокеанський рубіж                              | 2013     | Численні кайдзю і єгері |                            |  |
| Ґодзілла                                          | 2014     | Ґодзілла, МУТО |                            |  |
| Мега Акула проти Меха Акули                       | 2014     | Мега Акула, Меха Акула |                            |  |
| Мега Акула проти Колоса                           | 2015     | Мега Акула, Колос |                            |  |
| Світ Юрського періоду                             | 2015     | Численні динозаври |                            |  |
| Шин Ґодзілла                                      | 2016     | Ґодзілла |                            |  |
| Ґодзілла: Планета монстрів                        | 2017     | Ґодзілла, Сервум, Камакурас, Догора, Дагара, Орга                                                                                 | Анімаційний фільм          |  |
| Конг: Острів Черепа                               | 2017     | Кінг Конг, Черепозавр, численні тварини острова Черепа, Ґодзілла                                                                  |                            |  |
| Ґодзілла: Місто на грані битви                    | 2018     | Ґодзілла, Місто Мехаґодзілла, Сервуми                                                                                             | Анімаційний фільм          |  |
| Ґодзілла: Поїдач планет                           | 2018     | Ґодзілла, Кінг Гідора, Мотра, Сервуми                                                                                             | Анімаційний фільм          |  |
| Мег                                               | 2018     | Мегалодон |                            |  |
| Парадокс Кловерфілда                              | 2018     | Кловер |                            |  |
| Першому гравцю приготуватися                      | 2018     | Мехаґодзілла, Кінг-Конг, Тиранозавр                                                                                               |                            |  |
| Ремпейдж                                          | 2018     | Джордж, Ліззі, Ральф |                            |  |
| Світ Юрського періоду 2                           | 2018     | Численні динозаври |                            |  |
| Тихоокеанський рубіж: Повстання                   | 2018     | Численні кайдзю і єгері |                            |  |
| Ґодзілла ІІ: Король монстрів                      | 2019     | Ґодзілла, Мотра, Родан, Кінг Гідора, Бегемот, Мафусаїл, МУТО, Сцилла                                                              |                            |  |
| Незілла                                           | 2019     | Незілла, Мама Незілла |                            |  |
| Райга проти Оуги                                  | 2019     | Райга, Оуга |                            |  |
| Війни монстрів-морепродуктів                      | 2020     | Численні кайдзю |                            |  |
| Любов і монстри                                   | 2020     | Численні ящірки і комахи-мутанти                                                                                                  |                            |  |
| Мисливець на монстрів                             | 2020     | Численні монстри з іншого виміру                                                                                                  | Майбутній фільм            |  |
| Незура 1964                                       | 2020     | Незура, Мамонт Незура | Майбутній фільм            |  |
| Ґодзілла проти Конга                              | 2021     | Ґодзілла, Кінг Конг | Майбутній фільм            |  |
| Світ Юрського періоду 3                           | 2021     | Численні динозаври | Майбутній фільм            |  |
| Вольфмен проти Ґодзілли                           | невідомо | Ґодзілла, Вольфмен | Майбутній фанатський фільм |  |
| Мега Акула проти Мобі Діка                        | невідомо | Мега Акула, Мобі Дік |                            |  |

## Короткометражні фільми
| Назва                                        | Рік  | Монстри у фільмі      | Примітки          |  |
| -------------------------------------------- | ---- | --------------------- | ----------------- |  |
| Гамера                                       | 2015 | Гамера та інші кайдзю |                   |  |
| Лего Світ Юрського періоду: Втеча Індомінуса | 2016 | Численні динозаври    | Анімаційний фільм |  |
| Битва біля Біг-Року                          | 2019 | Численні динозаври    |                   |  |

## Серіали
| Назва                                              | Рік       | Монстри у серіалі | Примітки                     |  |
| -------------------------------------------------- | --------- | --- | ---------------------------- |  |
| Ґодзілла                                           | 1978      | Ґодзілла, Ґодзукі, численні кайдзю | Анімаційний серіал           |  |
| Ґодзілла                                           | 1998-2000 | Ґодзілла/Зілла, Крустацеоус Рекс, Гігантські кальмари, Ель Ґюсано, Кетцалькоатль, Нессі, Кінг Кобра, Кібер-Ґодзілла, Робо-Йєті, Рептилианець, Криптоклід, Кібер-оси, Гігантські бджоли, Гігантські терміти, Комодітракс та інші кайдзю | Анімаційний серіал           |  |
| Лего Світ Юрського періоду: Секретний експонат     | 2019      | Численні динозаври | Анімаційний серіал           |  |
| Лего Світ Юрського періоду: Легенда острова Нублар | 2019      | Численні динозаври | Анімаційний серіал           |  |
| Світ Юрського періоду: Крейдовий табір             | 2020-     | Численні динозаври | Анімаційний серіал           |  |
| Лего Світ Юрського періоду: Подвійна неприємність  | 2020-     | Численні динозаври | Майбутній анімаційний серіал |  |
| Ґодзілла: Точка сингулярності                      | 2021-     | Ґодзілла, Ангірус, Родан, Ґабара та інші кайдзю | Майбутній анімаційний серіал |  |
| Тихоокеанський рубіж: Темнота                      | 2021-     | Численні кайдзю і єгері | Майбутній анімаційний серіал |  |